# 마이크 니컬스
마이크 니컬스(Mike Nichols, 1931년 11월 6일 ~ 2014년 11월 19일)는 미국의 영화 감독, 연극 감독, 영화 프로듀서, 배우, 코미디언이다.

## 작품 목록
- 누가 버지니아 울프를 두려워하랴 (1966)
- 졸업 (1967)
- 캐치 22 (1970)
- 애정과 욕망 (1971)
- 돌고래 알파 (1973)
- 포춘 (1975)
- 길다 리브 (1980)
- 실크우드 (1983)
- 제2의 연인 (1986)
- 총각 쫄병 (1988)
- 워킹 걸 (1988)
- 헐리웃 스토리 (1990)
- 헨리의 이야기 (1991)
- 울프 (1994)
- 버드케이지 (1996)
- 프라이머리 컬러스 (1998)
- 너 어느 별에서 왔니? (2000)
- 위트 (2001)
- 엔젤스 인 아메리카 (2003)
- 클로저 (2004)
- 찰리 윌슨의 전쟁 (2007)